# Sárszentágota
Sárszentágota is een plaats (község) en gemeente in het Hongaarse comitaat Fejér. Sárszentágota telt 1391 inwoners (2001).